# Diplomática (ciencia)
La diplomática es una ciencia auxiliar de la Historia que tiene por objetivo el análisis y estudio crítico de los documentos, cartas, actas o diplomas, especialmente históricos para realizar «la descripción y explicación de los tipos, formas tradición y elaboración de las actas escritas», cualquiera que sea su autor, teniendo en cuenta sus caracteres extrínsecos e intrínsecos, es decir, el soporte, la escritura, el lenguaje, el formulismo y los demás elementos integrantes para formar juicio de su autenticidad e interpretarlos de acuerdo con una convención establecida, en una época y contexto cultural específicos. Al especialista en la materia se le conoce como diplomatista.
El nombre se tomó del primer libro en la materia, De re Diplomatica, de Jean Mabillon, publicado en París en 1681. Fue un estudioso benedictino quien aplicó este término en su manual para la utilización de documentos oficiales como pruebas, siendo un recurso novedoso para la época y dando origen a esta disciplina como ciencia. En la actualidad, la diplomática es una ciencia auxiliar de la historia.

## Definiciones
Para la Comisión Internacional de Diplomática la diplomática es "la ciencia que estudia la tradición, la forma y la emisión de los documentos escritos. Su objeto es hacer la crítica, evaluar su autenticidad, apreciar la calidad del texto, extraer de las fórmulas todos los elementos del contenido susceptibles de ser utilizados por el historiador, datarlos y finalmente editarlos".
El Webster Dictionary (1828) define la diplomática como la "ciencia de los diplomas, o de los escritos antiguos, documentos literarios y públicos, cartas, decretos, estatutos, codicilos, etc., que tiene por objeto descifrar escritos antiguos, averiguar su autenticidad, su fecha, firmas, etc."
Para el diplomatista francés Arthur Giry, en su ampliamente editado y divulgado Manuel de diplomatique de 1894, la diplomática se presenta como una ciencia auxiliar dentro del conjunto de ciencias históricas que «tiene por objeto la aplicación de la crítica en una categoría importante de las fuentes de la historia: diplomas, cartas, actas y contratos de toda especie, piezas judiciales, rollos, cartularios, registros, etc. Estos documentos constituyen lo que se llaman las Fuentes diplomáticas de la historia.»
Giorgio Cencetti (1908-1970) definió la disciplina como "el estudio del Wesen [ser] y del Werden [devenir] de la documentación, el análisis de la génesis, constitución interna y transmisión de los documentos, y de su relación con los hechos representados en ellos y con sus creadores".
De forma más pragmática, Peter Beal define la diplomática como "la ciencia o el estudio de documentos y registros, incluyendo sus formas, lenguaje, escritura y significado. Implica el conocimiento de cuestiones tales como la redacción y los procedimientos establecidos de determinados tipos de documentos, el descifrado de la escritura y el análisis y la autenticación de documentos".
Theo Kölzer define la diplomática como "la enseñanza y el estudio de los diplomas". Trata los términos "carta", "diploma" y "documento" como sinónimos en sentido amplio, y se refiere a la definición de "documentos" del erudito alemán Harry Bresslau como "declaraciones escritas registradas de acuerdo con ciertas formas que se alternan según la diferencia de persona, lugar, tiempo y asunto, y que están destinadas a servir como testimonio de procedimientos de naturaleza legal".
En sentido estricto, y tal como la entienden habitualmente los estudiosos actuales, la diplomática se ocupa esencialmente del análisis y la interpretación de los elementos lingüísticos y textuales de un documento. Sin embargo, está estrechamente asociada a varias disciplinas paralelas, como la paleografía, la sigilografía, la codicología y los estudios de procedencia, todas ellas relacionadas con las características físicas y la historia de un documento, y que a menudo se llevan a cabo conjuntamente con un análisis diplomático. Por lo tanto, el término diplomática se utiliza a veces en un sentido ligeramente más amplio, para abarcar algunas de estas otras áreas (como ocurría en la obra original de Mabillon, y como queda implícito en las definiciones de Webster y Beal citadas anteriormente).
Christopher Brooke, un distinguido profesor de diplomática, se refirió a la reputación de la disciplina en 1970 como la de "una ciencia formidable y lúgubre... una especie de juego para unos pocos académicos, la mayoría de ellos medievalistas, inofensivo mientras no domine u oscurezca la investigación histórica; o, quizás, lo más común de todo, una ayuda para la comprensión de considerable utilidad para eruditos y estudiantes de investigación si tan sólo tuvieran tiempo libre de ocupaciones más serias".

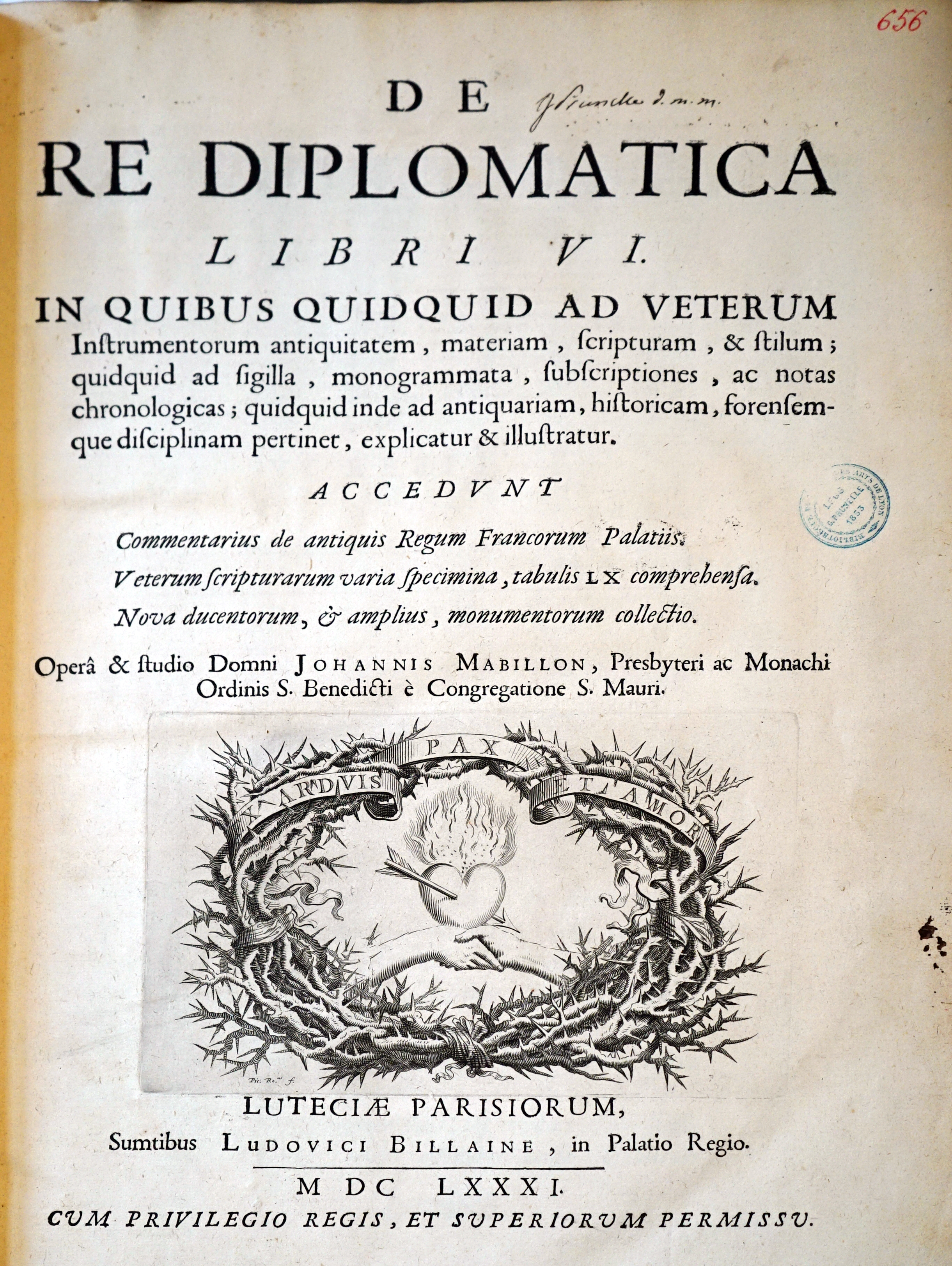
De re diplomatica..., Mabillon.

## Etimología
A pesar de la similitud verbal, esta disciplina poco tiene que ver con la diplomacia. Ambos términos se derivan, por desarrollo lingüístico diverso, de la palabra diploma, originalmente referida a una pieza doblada de escritura material, y por lo tanto tanto a los materiales que son el objeto de estudio en la diplomacia como a los documentos de acreditación que llevan los diplomáticos.
La palabra diplomática fue acuñada efectivamente por el monje benedictino Jean Mabillon, quien en 1681 publicó su tratado, De re diplomatica (del latín: aproximadamente, "El estudio de los diplomas"). De allí, la palabra entró en la lengua francesa como diplomatique, y luego en español como diplomática.

## Objeto
La diplomática tiene por objeto analizar y estudiar críticamente los documentos, es decir, no solamente evaluar su autenticidad o falsedad, sino también valorar otros aspectos a la vista de los caracteres intrínsecos y extrínsecos que ofrece. Esta crítica, hecha de forma completa, abarca tres funciones: 
- Clasificar el documento según las distintas tipologías existentes.
- Explicar el documento dando la razón de su existencia y señalando su objeto o finalidad y su importancia según su contenido y sus antecedentes y consecuentes.
- Declarar su autenticidad ya sea como documento original ya como copia legítima. A partir de esta función pueden hallarse tres tipos de diplomas:
  - Auténticos, si corresponden a la época y autor a que se atribuyen.
  - Apócrifos o falsos, si no corresponden ni a uno ni a otro.
  - Adulterados, si en mayor o menor parte han sido alterados en el original o en las copias.

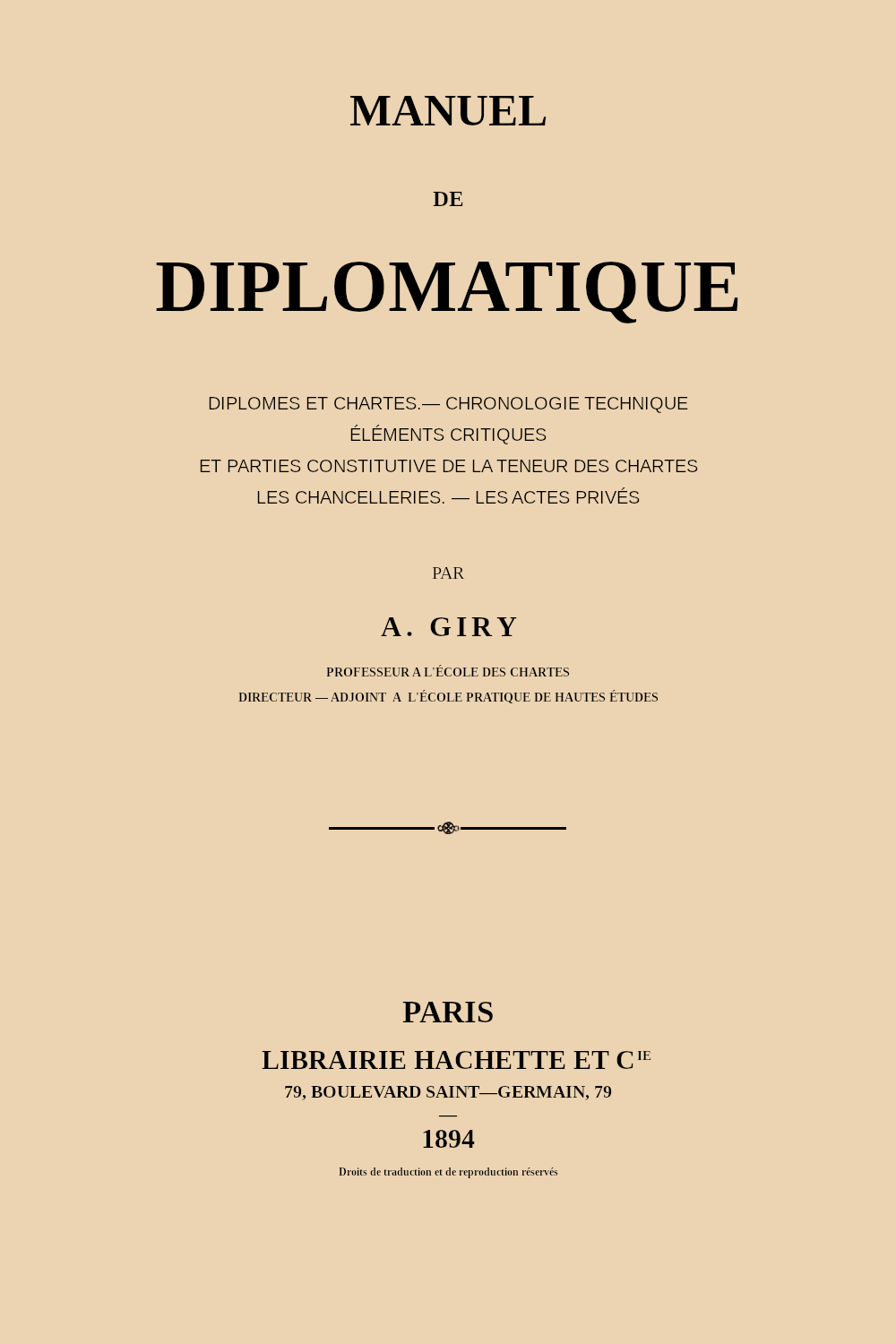
Manuel de diplomatique de A. Giry (1894)

## Historia de la diplomática
Los hombres de Estado fueron los primeros que dieron a conocer documentos de interés histórico, y fueron quienes lograron penetrar en los archivos nobiliarios y en los archivos religiosos. A partir del siglo XVII comienzan a darse a conocer documentos públicos y privados que pertenecieron a la Edad Media, útiles a la historia para suplir la ausencia de crónicas e historiadores de la época. Era imprescindible verificar la veracidad de los documentos reveladores. En los archivos nobiliares y monásticos había gran número de documentos falsos.[cita requerida]
Con anterioridad al siglo XVII, la diplomática no se consideraba como una verdadera ciencia, desde siempre las autoridades han dictado reglas para distinguir los documentos auténticos de los falsos.[cita requerida]
En 1672, el jesuita Daniel Papebroch publicó su obra, en la cual denunciaba la falsedad de muchos documentos de la época merovingia, principalmente los de la célebre abadía de Saint-Denis de París. En 1681, el P. Jean Mabillon refutó las afirmaciones de Papebroch en De re Diplomatica y sentaba los principios de la diplomática. El propio Papebroch acabó por retractarse.[cita requerida]
Durante más de cincuenta años, la obra de Mabillon fue considerada como el referente más completo en la materia. Se mantuvo una guerra diplomática entre las congregaciones de los jesuitas y las benedictinas que finalizó con una obra titulada Nouveau traité de Diplomatique (1759), que se utilizó en toda Europa.

## Diplomática pontificia
Una de las ramas propias es la diplomática pontificia, que estudia los documentos pontificios.

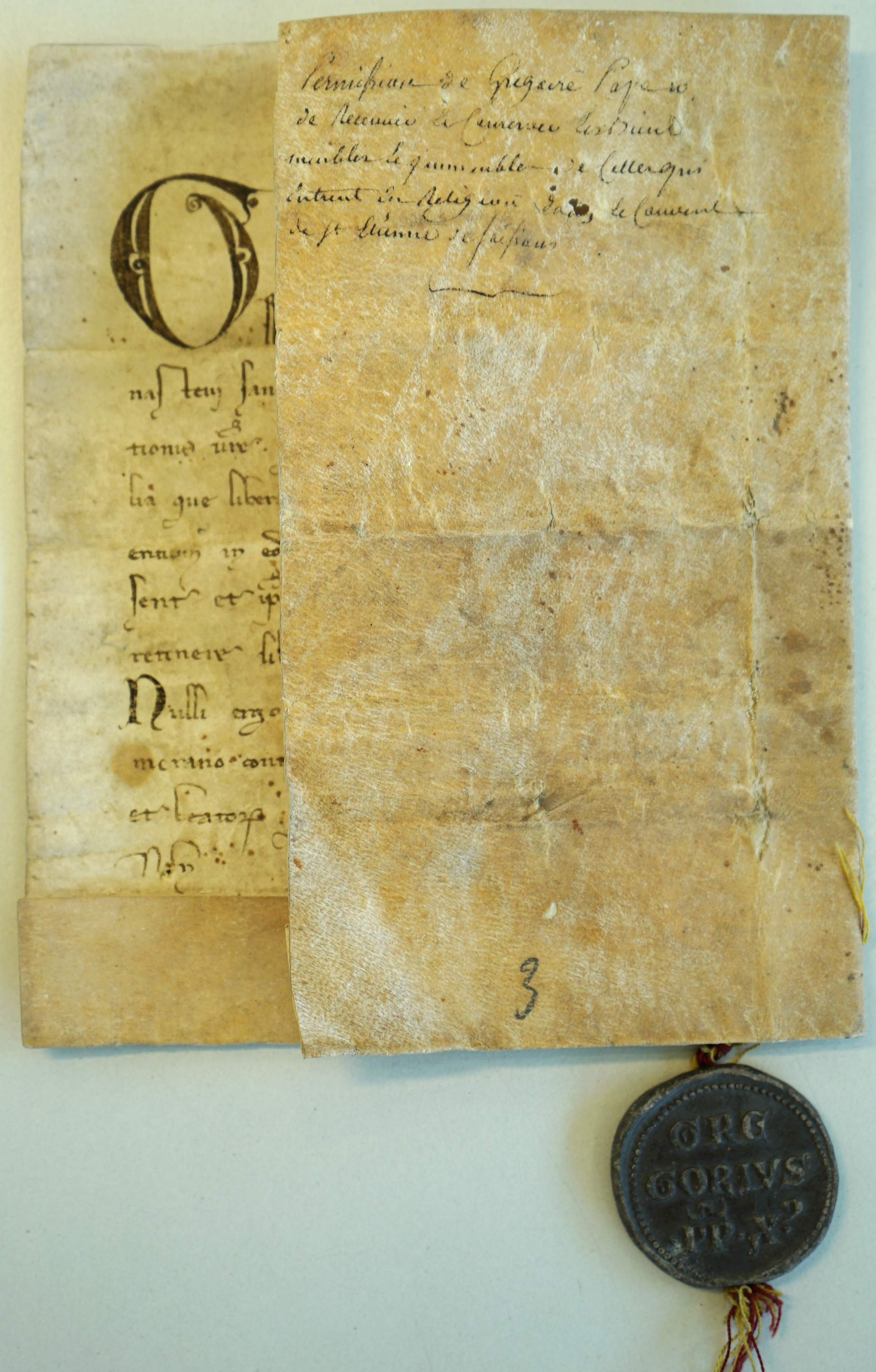
Bula papal con elementos de ornamentación, validación y registro

### Períodos
En la diplomática apostólica se distinguen cuatro períodos.
- El primer período abarca desde los primeros tiempos hasta la ascensión del Papa León IX en 1049. La mayoría de los documentos papales son en forma de carta, salvo las leyes o actas de los sínodos presididos por el Papa. Las cartas papales se distinguen por: la suscripción Bene Valete (Salud) y la fecha completa. Todos los documentos eran autenticados por la impresión en plomo del sello papal (bulla).
- El segundo período (1049-1198) abarca desde la ascensión del Papa León IX hasta la ascensión de Inocencio III. Se dividen los documentos en permanentes y transitorios conocidos como privilegia o bullae majores y litterae o bullae minores. Estos documentos se distinguen por  la suscripción Yo suscribo, por la rota (dibujo similar al de la bulla, pero impreso con tinta) y el monograma (Bene Valete).
- El tercer período (1198-1417) comprende el período del pontificado de Inocencio III hasta la ascensión de Martín V. Se observaron las formalidades y se definieron mejor las reglas. Lo común en este período fue el crecimiento en el uso de las cartas comunes, estas se dividían en dos tipos: de gracia y de justicia. Las primeras se escribieron más elaboradamente y se sellaban con una cuerda de seda; las segundas se escribieron con menos cuidado y se sellaron con cuerda de cáñamo.
- El cuarto período abarca desde el año 1417 hasta nuestros días. Se continúan usando las cartas de gracia y de justicia. También existen otros documentos como ser las brevias (breves).

### Cancillerías
- Cancillería merovingia. Pertenecientes a los reyes merovingios en Francia, sobreviven 38 ejemplares originales, escritos en papiro y en pergamino. Estas cartas están autenticadas por la firma del rey y del funcionario de mayor rango en la cancillería y por la aplicación del sello real (era la representación de la cabeza del rey). Estos documentos pueden ser:
  - Capitulares o documentos legislativos
  - Preceptos o concesiones a perpetuidad.
  - Mandatos o documentos ejecutivos.
  - Sentencias de la corte real.

- Cancillería carolingia. Carlomagno elaboró un monograma con su nombre construido en una cruz. Los diplomas eran autenticados por la signatura del canciller y el sello. Comenzó a emplearse la datación a través de dos palabras: datum (para el tiempo) y actum (para el lugar). Con Luis I, los documentos adquirieron su forma definitiva, se introdujo un monograma construido con la letra H. Los diplomas son redactados por notarios, quienes preservan las formas.
- Cancillería inglesa. Durante el período anglosajón, hasta 1066, se generaron dos tipos de documentos: los diplomas y los writ (decretos). Los primeros se utilizaron para conceder tierras a perpetuidad en el nombre del rey. Están escritos en latín o en inglés antiguo, aunque la cláusula de límites esta en lengua vernácula. Los primeros diplomas conocidos datan del año 679 y desaparecieron definitivamente hacia 1154.[cita requerida]

## Génesis documental

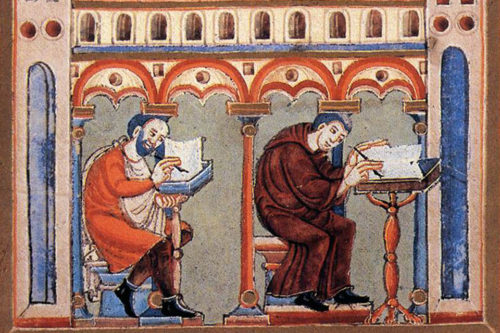
Scriptorium monacal medieval

El estudio del proceso de elaboración de un diploma con cuyos detalles se profundiza en el contexto de elaboración y uso. Cada escribanía o entidad emanadora de documentos públicos (cancillería real, papal, episcopal o monástica, notarías, etc) refleja unas prácticas de elaboración distintivas, según los lugares y fechas. En este proceso se distiguen básicamente dos etapas:

### Elaboración documental
Abarca dos etapas fundamentales:
- Actio: Engloba todo lo que sucede previamente a la generación del documento escrito, lo que lo motiva. Es la etapa más importante ya que la conscriptio puede no ajustarse exactamente a las fases, aunque es importante que lo haga para que el documento tenga validez legal ante posible conflicto. La actio presenta varias fases:
  - Petitio: el autor o el destinatario solicita (verbalmente o por escrito) la elaboración del documento a una autoridad/institución o persona.
  - Intercessio: cuando la autoridad/institución o persona acceden a la elaboración del documento solicitado.
  - Consensum: cuando se llega a un consenso sobre el contenido del documento.
  - Otorgatio: momento en el que se genera el hecho documentado.

- Conscriptio: Es la puesta por escrito de la actio y se compone de las siguientes fases:
  - Iussio/Rogatio: donde el autor del diploma (entidad o particular) solicita al rogatario la elaboración del documento. Es lo que llaman en las cancillerías como iussio al consistir en una orden de la entidad al máximo responsable, el canciller; en las escribanías notaríaless se conoce como rogatio siendo un particular el solicitante del acto jurídico.
  - Dictatio: la redacción propiamente del documento. El resultado final puede tener una versión primera, una minuta, donde se anotan los datos básicos e imprescindibles del diploma que servirán de base documental para una versión más extensa llamada mundum (puesta a limpio) o grossa (con una letra más gruesa respecto a la minuta). Esta versión final incluye todos las formulaciones y giros correspondientes a la naturaleza del contenido atendiendo a la legislación vigente. Generalmente hasta el siglo XII, el mismo amanuense desempeñaba la autoría intelectual y material del acta; desde esa fecha se desdobla tal función habiendo un escriba que haga la minuta y otro el mundum.
  - Recognitio: comprueba la concordancia entre lo redactado y lo solicitado, incluyendo las fórmulas textuales correctas, antes de proceder con la validación.
  - Validatio: incorpora elementos autentificadores que validen jurídicamente al contenido para convertirlo en un acta pública y oficial. Testigos signantes, el signo personal, el sello o el signo notarial, son elementos que pueden aparecer conjunta o separadamente.
  - Registratio: en etapas modernas más frecuente en grandes centros emisores documentales, pero de carácter voluntario. Con esta etapa se deja registro escrito de la emisión del documento, sirviendo, además, para la expedición de futuras copias.

### Actores intervinientes
Como podemos ver, en este proceso intervienen fundamentalmente tres personas:
- Autor: individual o colectivo, que es el responsable de la acción documental, quien decide el mensaje del documento.
- Destinatario: individual o colectivo, que es al que se dirige el documento.
- Rogatario (el que escribe “a ruego”): responsable de la puesta por escrito del documento (escriba o notario). El rogatario de un documento público (que no escribe “a ruego” sino por orden de una autoridad/real) es el canciller (máximo responsable de la cancillería); el rogatario de un documento privado es el notario. La diferencia entre ambos es más patente a partir del siglo XII, a medida que se organiza la cancillería.

A la hora de elaborar el documento, el rogatario (denominado escriba hasta la institucionalización de la figura del notariado público en el siglo XII) se sirve de modelos para redactar el texto del diploma. Estos modelos pueden ser o bien fórmulas o bien documentos anteriores a los que podía acceder en el archivo de la institución en la que residiese (o a la que tuviese acceso). Las fórmulas son documentos de ejemplo (plantillas) destinados a servir como modelo a la hora de redactar el documento nuevo y que incluyen todos los formulismos y cláusulas necesarias para que éste pueda ser válido. Normalmente las fórmulas se reunían en un volumen que recibe el nombre de formulario, y del que debían disponer las cancillerías y notarías. Para el período medieval en la Península se conserva la colección de fórmulas conocidas como Fórmulas Visigóticas, con un total de 46 modelos de diferentes tipos de documentos. A partir del siglo XIII los formularios se hacen más frecuentes y se conservan más completos.

## Tradición documental
El estudio, la trazabilidad, en la transmisión del contenido del diploma desde su creación inicial, estudiando su grado de proximidad respecto al texto original (un diploma puede ser una copia completa o sencilla del original que ha podido ser alterado o falseado) y su evolución histórico-archivística.

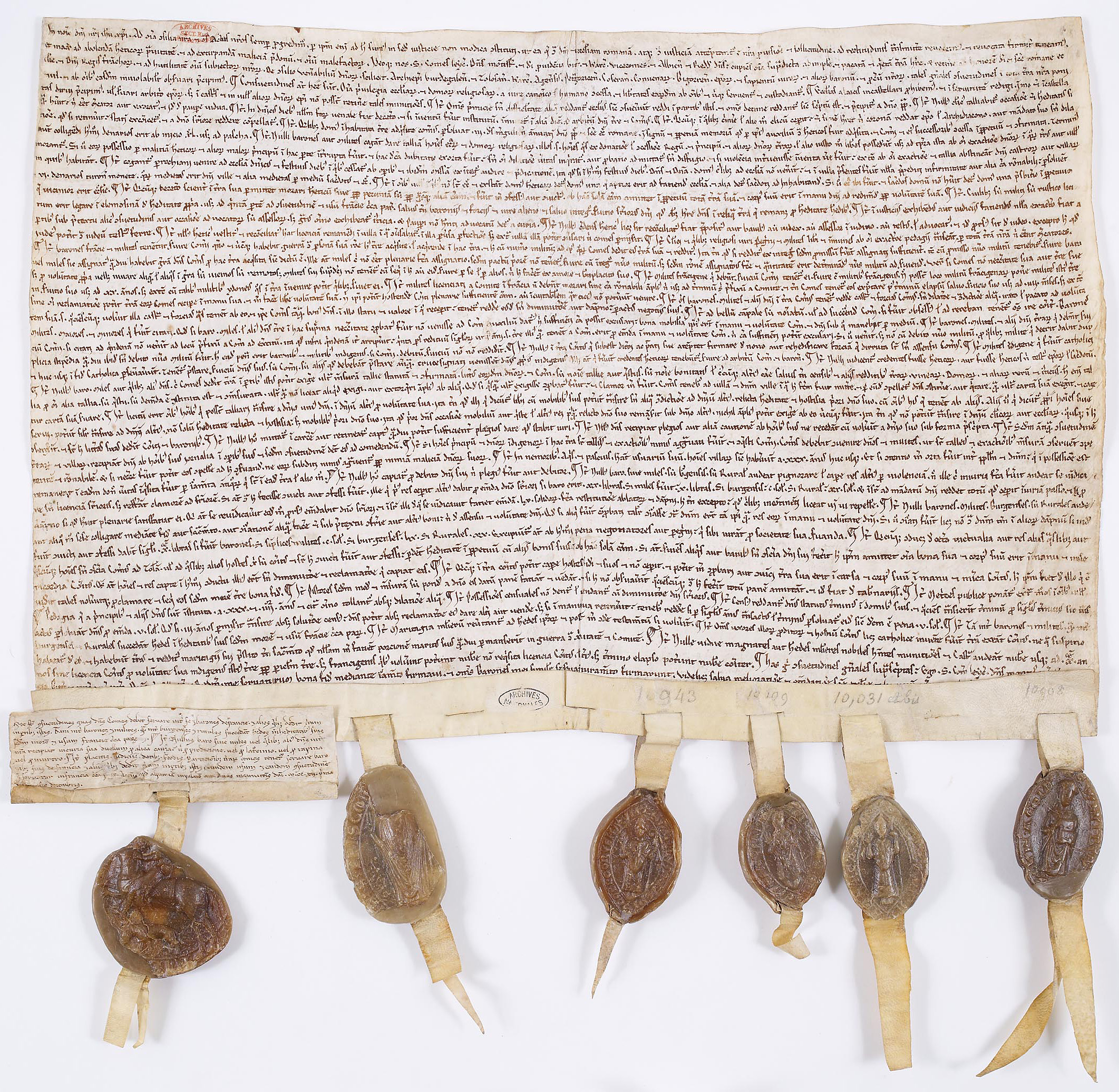
Sellos de cera pendientes como signo visible de validación documental

## La forma del documento
Debemos diferenciar los aspectos técnicos y metodológicos que nos llevan a determinar si el documento es verdadero (heurística) de la interpretación acerca de la veracidad de su contenido (hermenéutica). Es decir, un documento puede ser verdadero aunque no diga la verdad.
La forma de un acta es el módulo donde se plasma el contenido de esta acta, el conjunto de caracteres externos y caracteres internos que confieren al acta el aspecto que responde a su carácter diplomático y jurídico según las reglas o los hábitos de la cancillería que lo expide o de la escribanía que lo redacta.
Los documentos tienen dos tipos de caracteres: extrínsecos e intrínsecos.

### Caracteres extrínsecos
Son los elementos de la forma del documento que sólo pueden examinarse y estudiarse sobre el original o en su reproducción exacta. Estos son la naturaleza del soporte, instrumentos y elementos de escritura, el formato de presentación, elementos figurados y decorativos.
- Soporte documental. La naturaleza del mismo es variada, puede ser papiro, pergamino o papel.
- El formato de presentación: El documento puede ser un volumen o rollo, hoja suelta o página y cuaderno o libro.  Generalmente el papiro se guardó en rollos; el pergamino en rollos o en hojas sueltas y el papel en cuaderno o libro.[17]
- Los instrumentos de escritura utilizados: desde el pincel, la pluma, el cáñamo, el punzón, etc.[18]
- La tinta puede fabricarse sobre la base de tierras de colores, pueden ser negras, rojas, púrpuras, doradas y plateadas.
- Los elementos figurados y decorativos son signos o figuras que se dibujan sobre el soporte de los documentos dando una validación adicional o una mayor solemnidad al acta. Entre ellos, los signos o marcas de validación propiamente dichos: una invocación figurada, un crismón, un monograma, un parágrafo, signos manuales, cruces autógrafas, ruches y rotas o letras ornadas o alargadas.[19]

### Caracteres intrínsecos
Son elementos formales relacionados con la redacción del texto de los propios actos (con el estudio del vocabulario, el estilo, etc) o con la disposición y formulación del contenido documental.

#### Aspectos de redacción
La redacción del documento, los caracteres, vocabulario, recursos a figuras retóricas, estilo (libre, solemne, personal, pomposo, subjetivo, objetivo, epistolar), grafías, el cursus medieval (estilo retórico con reglas estrictas en la construcción y composición de las frases) apreciable especialmente en bulas pontificias.

#### Aspectos de contenido
El tenor documental está formado por el conjunto de elementos que constituyen el cuadro del acta escrita propiamente dicha y que se pueden ramificar en tres grupos:
- Protocolo:
  - Invocación (Invocatio) puede ser implícita o explícita.
  - Intitulación (Intitulatio) nombres y apellidos, títulos y dignidades, tratamientos, calificativos de humildad y honoríficos)
  - Dirección (Directio): persona a la que va dirigida el documento
  - Salutación (Salutatio).
- Texto:
  - Preámbulo. Encontramos el preámbulo, en él se desarrolla una máxima religiosa o moral, una sentencia bíblica o hazañas guerreras.
  - Notificación en la que se anuncia el contenido del texto.
  - Cláusulas.  Estas pueden ser personales, expositivas o dispositivas.
  - Finales. Encontramos la sanción que puede ser jurídica y la corroboración, que es acerca del cumplimiento de la sanción.
- Escatocolo:
  - La data (cronológica o tópica), los datos históricos y personales.
  - La invocación final y aprecación.
  - Los signos de validación que serían subscripciones, signaturas y el sello.

## Ejemplo de análisis diplomático: una donación de Hugues Capet en 989

### Transcripción y estado físico
La escritura (número de referencia "Archives nationales de France" AE/II/84) está escrita en pergamino (696 x 320 mm) y su escritura en carolina tardía sobre diez líneas marca una división clásica en litterae elongatae (l.1, 9 y 10) y litterae communes (l.2-8), una tradición documentada desde al menos la Antigüedad Tardía.

IN NOMINE SANCTAE ET INDIVIDUȨ TRINITATIS, HUGO, GRATIA DEI REX. QUICQUID LOCIS DIVINO CULTU MANCIPATIS LARGIENDO CONFERIMUS, PROFUTURUM NOBIS AD AETERNAM BEATITUDINEM OPTINENDAM ET AD PRESENTEM VITAM FELICIUS transigendam omnino confidimus. Itaque noverit omnium sanctae Dei aecclesie fidelium nostrorumque presentium ac futurorum industria, quia pro absolutione peccatorum nostrorum, ad deprecationem venerabilis abbatis monasterii Fossatensis, nomine Maioli, et monachorum ejusdem congregationis, quod est dicatum in honore beatȩ virginis Mariae ac principis apostolorum Petri, considerantes eorum non modicas necessitates, propter hoc complacuit celsitudini nostrae, in quadam villa, in comitatu Parisiacensi sita, cui est vocabulum Mansiones, mansum indominicatum, cum pratis et terris arabilibus cultis et incultis, et farinariis, pascuis, aquis aquarumve decursibus, cum mancipiis utriusque sexus desuper commanentibus, sive cum omnibus apendiciis suis, videlicet aecclesias duas, quarum una est mater aecclesia sita in honore beati Remigii, et alia capella in honore sancti Germani, et omnem vicariam in ea potestate habendam, praedicto abbati vel fratribus traderae atque delegare. Unde etiam hoc altitudinis nostrae preceptum fieri, predictoque abbati vel congregationi dari jussimus, per quod memoratas res omnes, ad supradicti monasterii fratrumque subsidium juste legaliterque pertinentibus omniumque rerum summa integritate, tradimus ac delegamus ut secundum eorum dispositionem successorumque suorum administrationem per futura tempora ordinentur, eisque pro sua oportunitate utantur, nostrum memoriale conjugisque meae seu filii nostri Rotberti regis ac consortis regni nostri aeternaliter fundendo pro nobis preces inibi habeatur. Et ut hȩc auctoritatis nostrȩ largitio nostris futurisque temporibus diligentius conservetur, atque ab ipsis fratribus securius possideatur, manu propria subter eam firmavimus anulique nostri inpressione insigniri jussimus. RAGENALDUS CANCELLARIUS SCRIPSIT. SIGNUM HUGONI [monogramme] GLORIOSISSIMI REGIS. Anno II regnante Hugono rege [sceau]. Data mense XII kalendas julii, indictione II. Acta publice Parisica urbe.

### Regesta (resumen)
Donación por parte de Hugo Capeto de una villa en Maisons-Alfort a la abadía de Saint-Maur-des-Fossés a cambio de plegarias de los monjes por él, su hijo Roberto y su esposa Adelaida de Aquitania.

### Las diferentes partes de la estructura diplomática
- Invocación: patrocinio del acto por una autoridad superior, aquí la "santa e indivisible trinidad", duplicada por un crisma adornado (☧) en la parte superior izquierda.
- Suscripción: nombre y cargo del autor (patrocinador) de la escritura, aquí Hugues, rey de los francos desde 987.
- Fórmula de legitimación: "por la gracia de Dios", también conocida como fórmula devocional.
- Reconocimiento y saludo: curiosamente ausente, la cancillería prefiere pasar directamente al preámbulo evocando las razones de la redacción del acta, e indicando o bien relaciones tensas entre el rey y los monjes o, por el contrario, una recuperación parcial del precepto tardoantiguo (inscripción-dirección en dativo)[23] muy oficial.
- Dispositivo: el corazón del mensaje. Describe exactamente lo que el rey ofrece ('complacuit celsitudini nostrae... "ha complacido a nuestra grandeza...") y cómo.
- Cláusulas finales: verouillent la escritura de diversas maneras (con la jussio, es decir, el orden de redacción; apelación a los sucesores, etc.).
- Datación de tiempo y lugar: en el palacio de la ciudad (Parisiaca urbe) doce días antes de las calendas de julio, es decir, el 20 de junio. La indicción, una arcaica datación de época de Diocleciano, recuerda la continuidad imperial y el prestigio intelectual de la cancillería. Se refiere aquí al segundo año de la actual indicción, que según la tradición comenzó en septiembre de 988 (habría por tanto confusión aquí entre estilo pascual y estilo de la indicción) y el año de reinado corresponde a 989.
- Suscripción: el equivalente de nuestra firma, aquí con recognitio, es decir, la marca del canciller responsable de este acto (Ragenaldus cancellarius scripsit). La presencia de numerosos testigos no es todavía sistemática, como lo fue para el nieto de Hugo, Enrique I. Un sello (del que no queda rastro en la imagen) estaba unido al pergamino por una cinta de seda, completada por el monograma tetragramático del rey en el ángulo inferior derecho, siguiendo el modelo de los emperadores romanos y Carlomagno. La frase gloriosissimus rex (rey más glorioso) se remonta a Clodoveo y marca un apego a la diplomacia carolingia, explicada por la rivalidad con un pretendiente rival al trono, [Carlos de Baja Lotaringia|Carlos de Baja Lorena]], hermano del difunto rey Lotario y una amenaza constante hasta 991.